# Istocheta rohdendorfi
Istocheta rohdendorfi är en tvåvingeart som först beskrevs av Borisova 1966.  Istocheta rohdendorfi ingår i släktet Istocheta och familjen parasitflugor. Inga underarter finns listade i Catalogue of Life.